# Hylocarpa heterocarpa
Hylocarpa heterocarpa är en tvåhjärtbladig växtart som först beskrevs av Adolpho Ducke, och fick sitt nu gällande namn av José Cuatrecasas. Hylocarpa heterocarpa ingår i släktet Hylocarpa och familjen Humiriaceae. Inga underarter finns listade i Catalogue of Life.